# Чикилистлан
Чикилистла́н (исп. Chiquilistlán) — посёлок в Мексике, в штате Халиско, входит в состав одноименного муниципалитета и является его административным центром. Численность населения, по данным переписи 2020 года, составила 4299 человек.

## Общие сведения
Название Chiquilistlán с языка науатль можно перевести как: место цикад.
В доиспанский период на этих землях проживали племена коков и касканов, участвовавших в войне за солончаки.
В 1535 году было основано поселение, где монахи: Хуан де Падилья, Мигель де Болонья, Франсиско де Пастрана, проводили евангелизацию местного населения.
Чикилистлан расположен в 130 км к юго-западу от столицы штата, города Гвадалахара.

## Население
| Год  | Численность | Численность |
| ---- | ----------- | ----------- |
| 2000 | 3500        | [ 7 ]       |
| 2010 | 3962        | [ 8 ]       |
| 2020 | 4299        | [ 9 ]       |